# Río Arba
El río Arba es un río, y el primero de los afluentes del río Ebro por su margen izquierda en la provincia de Zaragoza, comunidad autónoma de Aragón. En realidad, aunque en su desembocadura se trata de un único río, el río Arba está formado por la unión de otros dos, llamados también Arba, el Arba de Biel y el Arba de Luesia, que recogen en ambos casos aguas procedentes de las sierras prepirenaicas, concretamente de la Sierra de Santo Domingo y Lucientes dentro del término municipal de Longás.
El Arba de Biel nace en la vertiente sur de la sierra de Santo Domingo, en el término de Biel. Fluye hacia el sur por un valle encajado hasta Luna donde se abre al entrar en la llanura de Cinco Villas. En Erla gira en dirección oeste, cerrando por el sur el casco urbano de la villa de Ejea de los Caballeros, hasta su encuentro, poco más adelante, con el Arba de Luesia. A su vez, el Arba de Luesia nace en la vertiente sur de la misma Sierra de Santo Domingo, en el municipio de Luesia. Desde allí discurre en dirección suroeste hasta Biota, donde se abre al entrar en la llanura tomando rumbo sureste hacia Ejea, donde se encuentra con los del Arba de Biel y el Riguel.
Una vez unidos el Arba de Luesia y el Arba de Biel, poco más abajo del casco urbano de Ejea, el cauce del Arba atraviesa la parte sur del término municipal de esta villa y cruza de norte a sur todo el término de Tauste, hasta desembocar en el río Ebro, finalmente, en Gallur.

## Etimología
Según el lingüista Edelmiro Bascuas, Arba y Arva derivarían de un tema paleoeuropeo *arv-, relacionado con la raíz indoeuropea *er- ‘fluir, moverse’.